# 2006年冬季奥林匹克运动会瑞典代表团
瑞典於2006年意大利都靈冬季奧運合共派出112位運動員參與8個不同的項目。該國在該屆冬奧共收穫7枚金牌、2枚銀牌和5枚銅牌，位列獎牌榜第6位。

## 得獎項目

### 越野滑雪
- 男子團體賽  17:02.9
- 女子團體賽  16:39.2

### 冬季兩項
- 女子個人15公里  22:33.8

### 高山滑雪
- 女子滑降賽  1:57.13

|        | 金牌 | 銀牌 | 銅牌 | 總數 |
| ------ | ---- | ---- | ---- | ---- |
| Sweden | 2    | 1    | 1    | 4    |

## 外部連結
- 雅虎體育瑞典代表團

1. ↑  .   [2009-04-06]. （原始内容存档于2014-01-07）.
2. ↑  .   [2009-04-06]. （原始内容存档于2012-01-15）.